# Lockheed Martin X-55
Le Lockheed Martin X-55 Advanced Composite Cargo Aircraft ( ACCA ) est un avion de transport biréacteur expérimental. Il vise à démontrer les nouvelles capacités des transporteurs de fret aériens (en) à l'aide de matériaux composites avancés. Projet du laboratoire de recherche de l'armée de l'air des États-Unis, il a été construit par la société aérospatiale internationale Lockheed Martin, dans ses installations de programmes de développement avancés (Skunk Works) à Palmdale, en Californie.

## Design et développement
Le X-55 est un avion unique destiné à démontrer l'utilisation de matériaux composites avancés dans le fuselage d'un avion de transport à voilure haute autrement conventionnel. Il n'est pas prévu de mettre le X-55 en production.
La conception de Lockheed Martin pour Advanced Composite Cargo Aircraft (ACCA) a été choisie par rapport à la conception de l'Aurora Flight Sciences (en) basée sur l'Antonov An-72 en 2007. L'avion est propulsé par deux turbosoufflantes Pratt & Whitney PW306B. La conception du X-55 est basée sur le Fairchild Dornier 328JET existant. Le fuselage de cet avion, construit en alliage d'aluminium, a été remplacé à l'arrière de la porte d'entrée par un fuselage de conception nouvelle. La nouvelle conception utilise largement des matériaux composites avancés, sélectionnés pour permettre un durcissement hors autoclave (industriel) à des températures et des pressions plus basses que les matériaux précédents. Le nouveau fuselage élargi permet le chargement du fret par une rampe arrière.
La nouvelle section de fuselage est construite comme un seul grand composant, y compris le plan fixe vertical. Lorsqu'il est attaché à la section de nez existante, le fuselage mesure 55 pieds (16,8 m) de long et 9 pieds (2,74 m) de diamètre. Le fuselage a des moitiés supérieure et inférieure, chacune avec une forme à peu près ovale semblable à un canoë. Les moitiés sont collées sur des cadres circulaires. La section de fuselage devant la porte d'entrée se compose du composant 328J (métallique) existant, avec des attaches utilisées pour réunir les sections avant et arrière.
En avril 2008, le fuselage était en cours de fabrication. Le premier vol de l'avion modifié était prévu au cours de l'hiver 2008/2009. Cependant, en raison d'un « pépin » lors de la fabrication du fuselage composite, ce calendrier a glissé. Le retard a été causé par une liaison insatisfaisante de la peau sur le fuselage inférieur, ce qui a nécessité la fabrication d'un deuxième fuselage.
Le premier vol a été effectué dans les installations des programmes de développement avancés de Lockheed Martin (Air Force Plant 42) à Palmdale, en Californie, le 2 juin 2009 par le Air Force Research Laboratory en collaboration avec Lockheed Martin. En octobre 2009, le démonstrateur ACCA a été désigné X-55A par l'USAF. Au cours du programme, quinze à vingt vols étaient attendus. De plus, il a été estimé que le véhicule a été construit pour la moitié du coût d'une conception conventionnelle pour un avion similaire,.

## Avions exposés

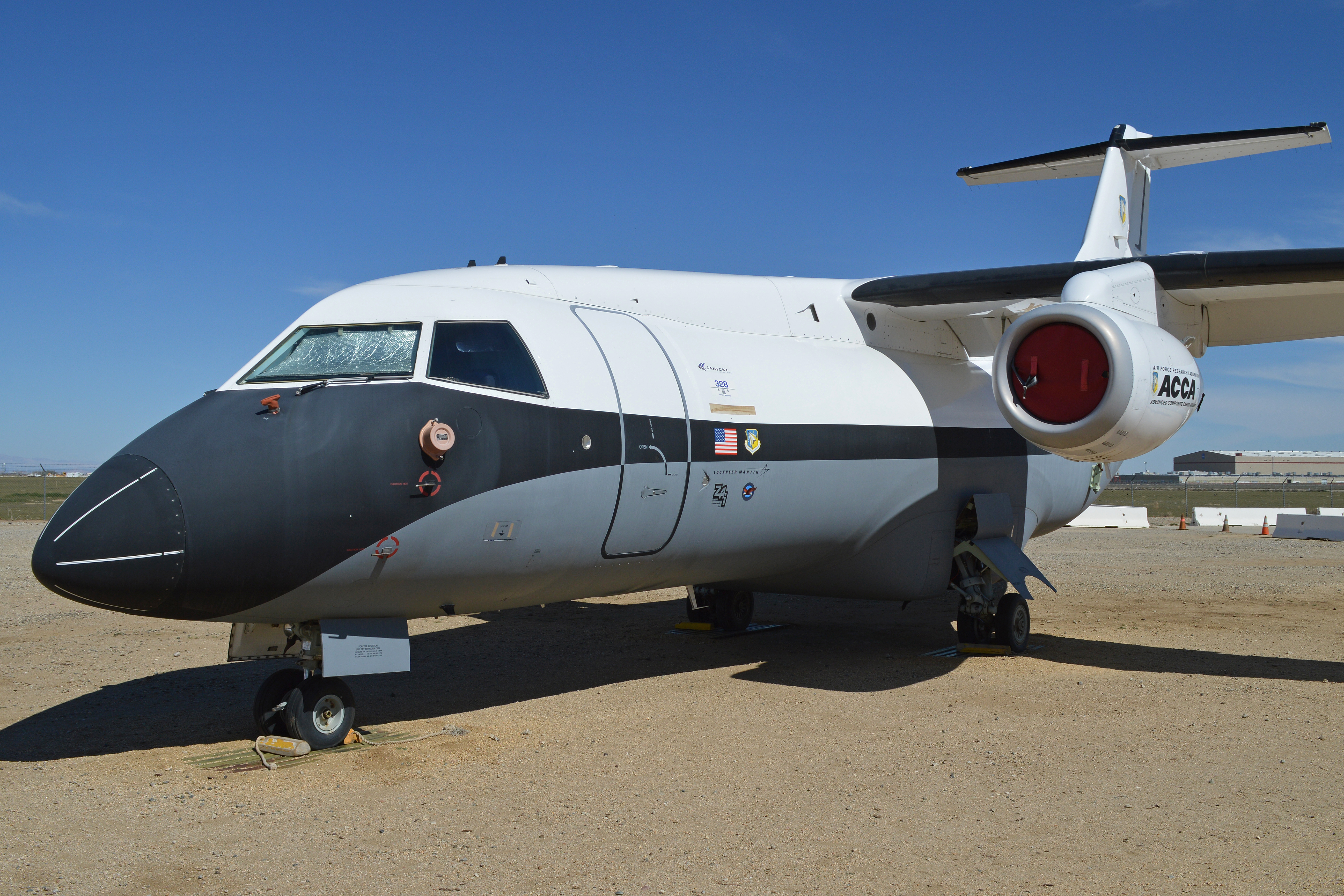
X-55 (N807LM) exposé au Joe Davies Heritage Airpark

Depuis le 12 septembre 2014, l'avion X-55 est exposé au Joe Davies Heritage Airpark à Palmdale, en Californie.